# Canjadude

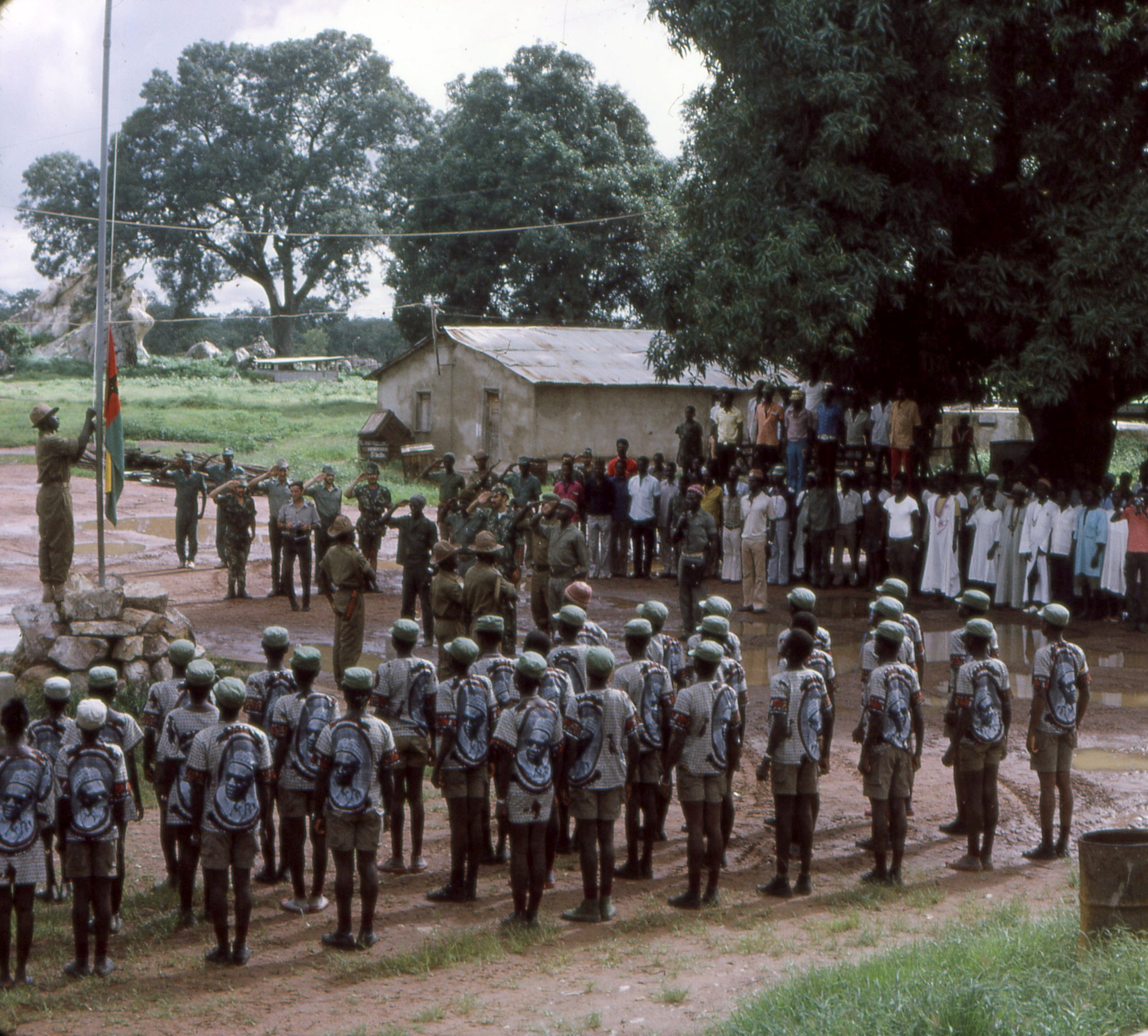
Ceremonia przekazania w Canjadude po uznaniu niepodległości Gwinei Bissau, wrzesień 1974

Canjadude – wieś w Gwinei Bissau, w regionie Gabú.

## Historia
Podczas trwającej od 1963 do 1974 portugalskiej wojny kolonialnej istniała tu silna baza wojskowa, ruch niepodległościowy bojowników Afrykańskiej Partii Niepodległości Gwinei i Wysp Zielonego Przylądka kilka razy przypuszczał na nią ataki. Po rewolucji goździków 10 września 1974 uznano niepodległość Gwinei Bissau, wówczas nastąpiło oficjalne przekazanie bazy z rąk portugalskich w gwinejskie. Mimo zmiany fag w bazie przez pewien czas, na podstawie umowy międzynarodowej stacjonowało portugalskie wojsko, batalion CCaç5.